# Conservatoria delle Coste
La Conservatoria delle Coste (Conservatorio de las Costas), oficialmente Conservatoria delle Coste della Sardegna en italiano y Conservatoria de sas Costeras de sa Sardigna en sardo es una agencia de la Región Autónoma de Cerdeña establecida por la Ley regional de 29 de mayo de 2007, n° 2.

## Objetivos
Las finalidades institucionales son los de la salvaguardia, protección y mejoramiento de los ecosistemas costeros y la gestión integrada de las zonas costeras de especial importancia por el paisaje y el medio ambiente, de propiedad de la Región Autónoma o puestos a su disposición por parte de sujetos públicos o privados.

## Órganos y personal
El Conservatorio fue creado como un organismo independiente para responder a las cuestiones no conducibles a la ordinaria organización regional. Sus órganos son el Comité Científico, el director Ejecutivo y Comité de Auditoría
Director ejecutivo:
- Dr. Ing. Alessio Satta

Comité científico:
- Profesor Sandro Demuro, presidente
- Profesor Ignazio Camarda
- Arquitecto Sandro Roggio

Comité de auditoría:
- Doctor Giovanni Nicola Paba, presidente
- Doctora Carolina Cristiana Casu
- Doctor Stefano Scanu

El Conservatorio se articula en una dirección general y en direcciones de servicio encargadas en actividades de estudio, administración, planificación técnica y de gestión patrimonial. La contratación del personal se actúa, en la primera etapa de la vida de la Entidad, a través de procedimientos destinados a la movilidad interna de los empleados y, a continuación, a través de procedimientos públicos en la forma establecida por la Ley regional y el Estatuto de la Agencia.

## Acción del Conservatorio
El Conservatorio de las Costas de Cerdeña, concebido sobre el modelo inglés del National Trust y en particular del Conservatoire du littoral francés juega un papel de complementación de la protección de las zonas costeras con las herramientas existentes de planificación, programación y regulación. El Conservatorio adquiere los territorios más frágiles y delicados a través de donaciones voluntarias o en casos excepcionales por compra directa.
Después de haber completado la rehabilitación medioambiental de las zonas costeras, la Conservatoria puede administrar directamente las áreas o encomendarlas a otras entidades u agencias regionales, a los municipios, a otras comunidades locales o asociaciones y cooperativas con el fin de garantizar el buen gobierno en el pleno cumplimiento a lo establecido en las leyes y en las normas reglamentarias.
El Conservatorio determina la forma en que deben ser gestionados y administrados los territorios adquiridos, por lo que la naturaleza de esos lugares sea mantenida en su original belleza y riqueza. También define los usos, en particular agrícolas y turísticos compatibles con estos objetivos.

## Imágenes
Imágenes de la costa de Cerdeña

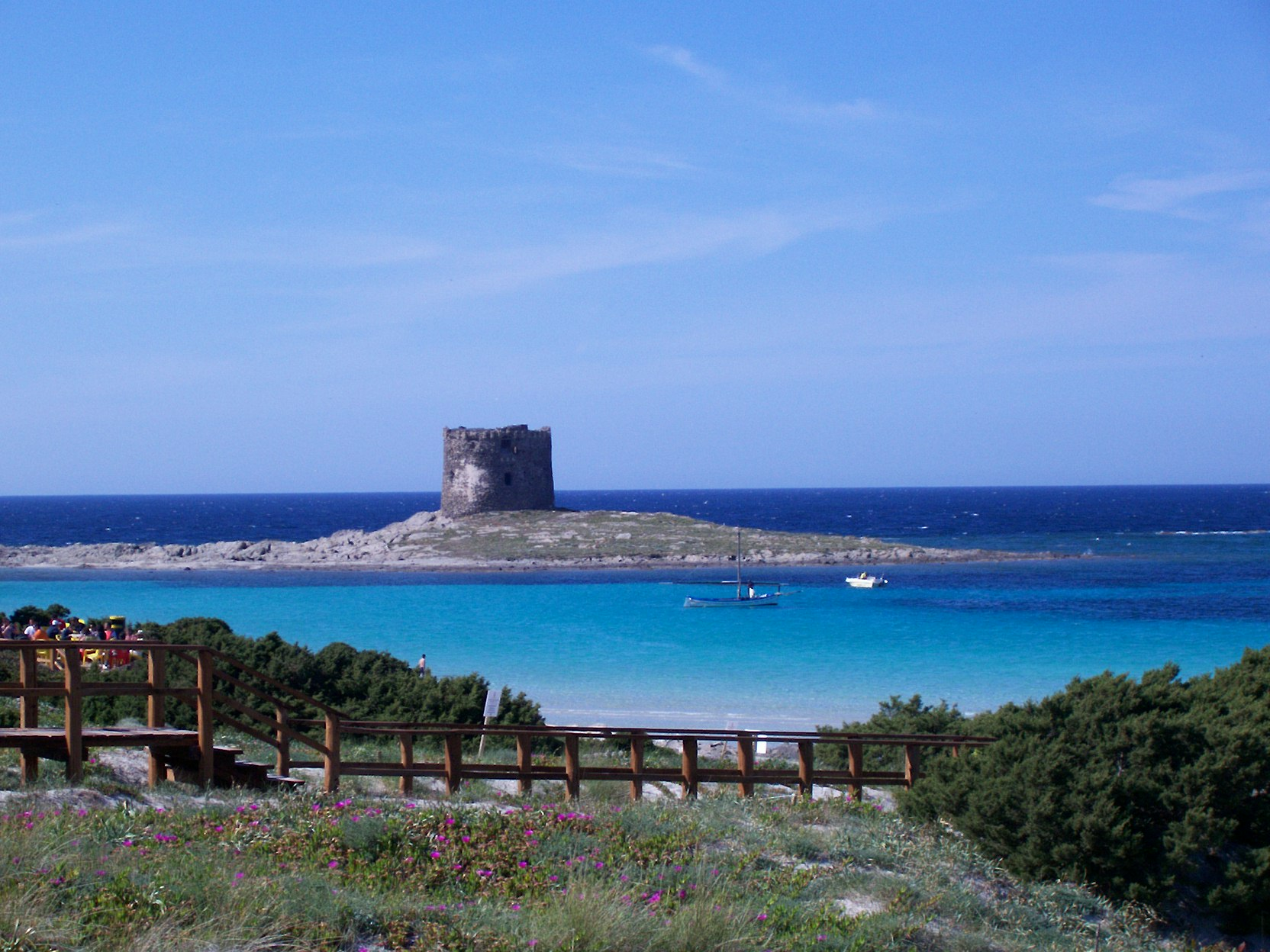
Torre española de La Pelosa (Stintino)
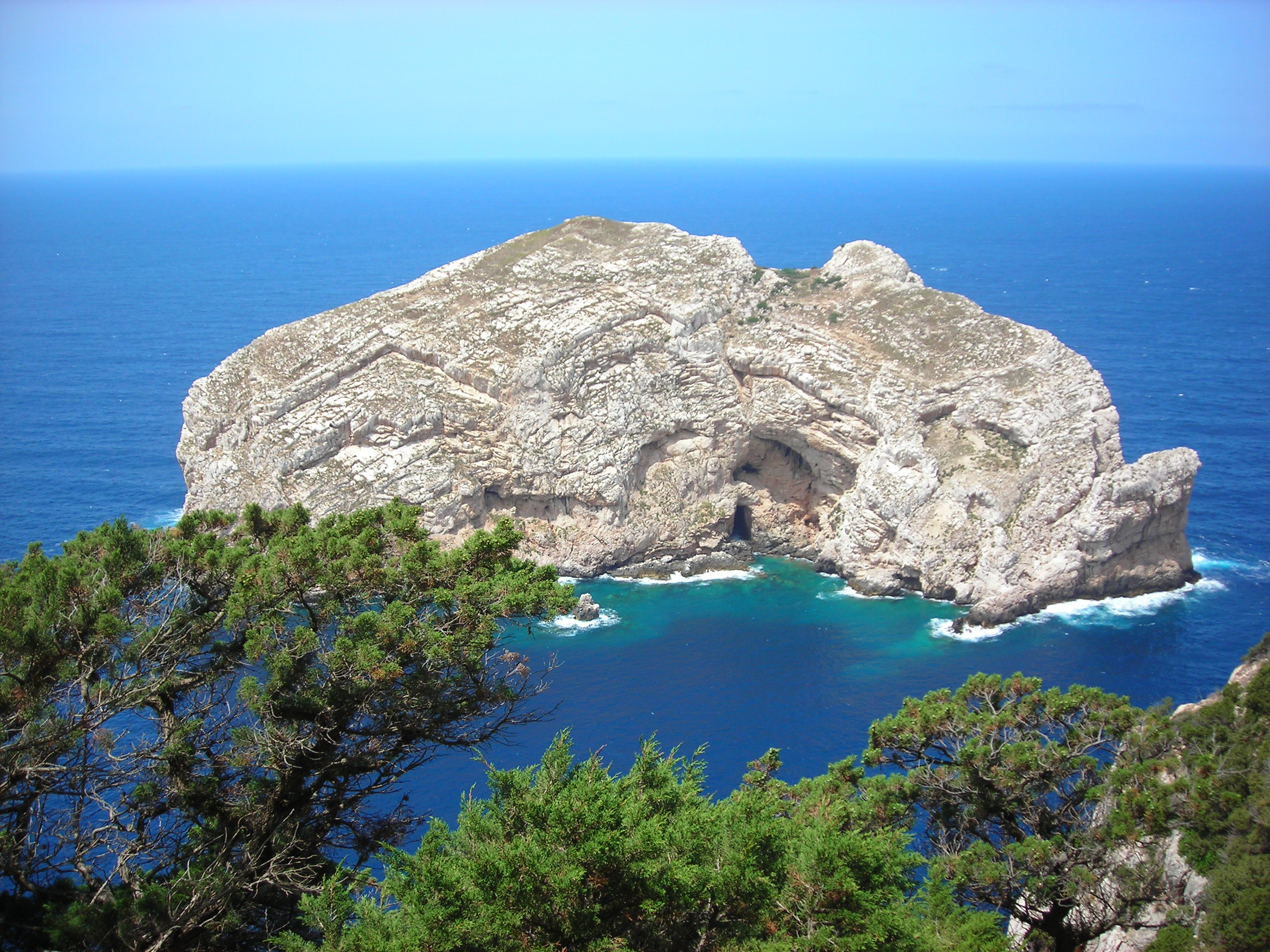
Isla de Foradada (Alguer)
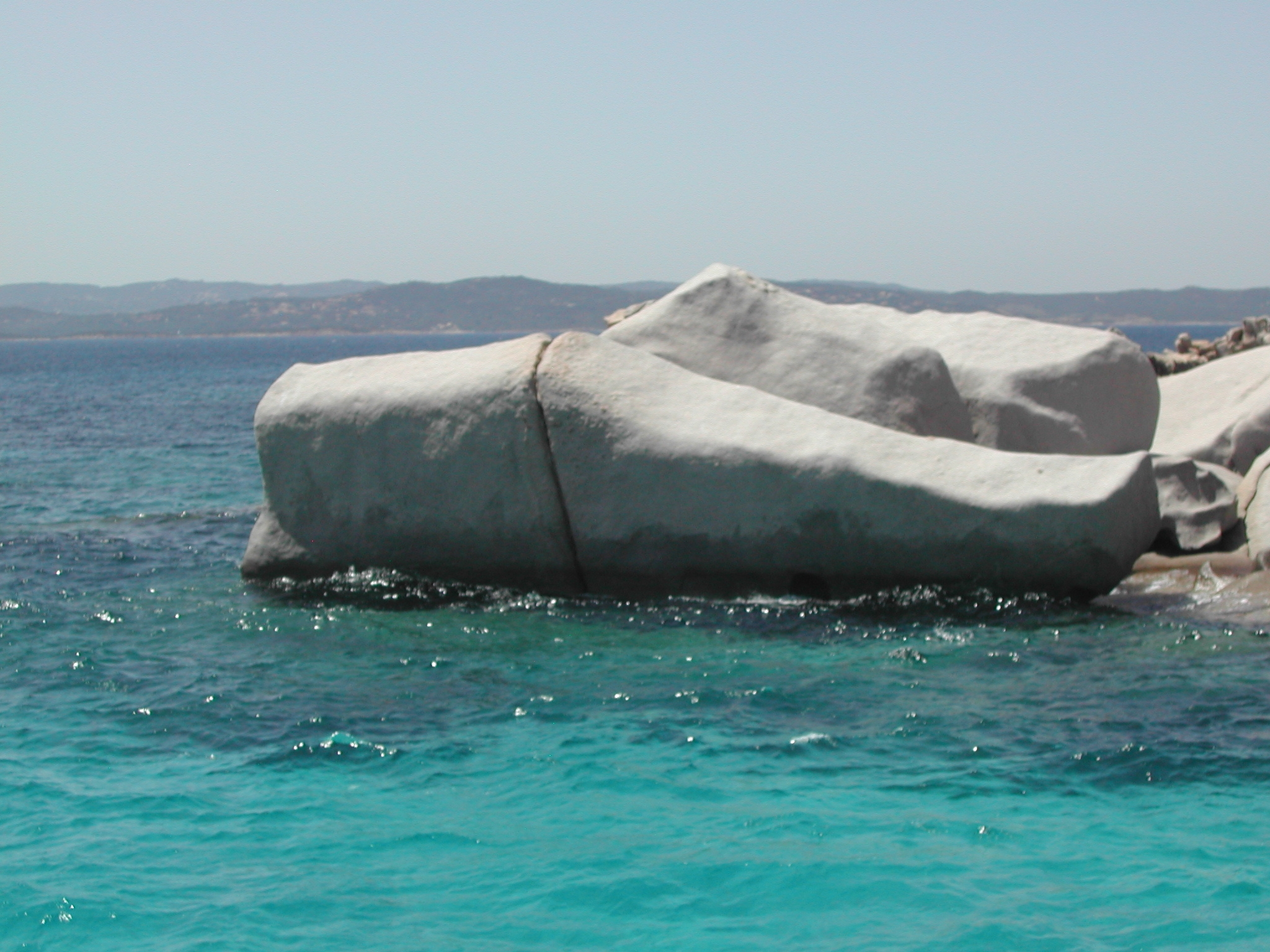
Isla de Spargi (La Maddalena)
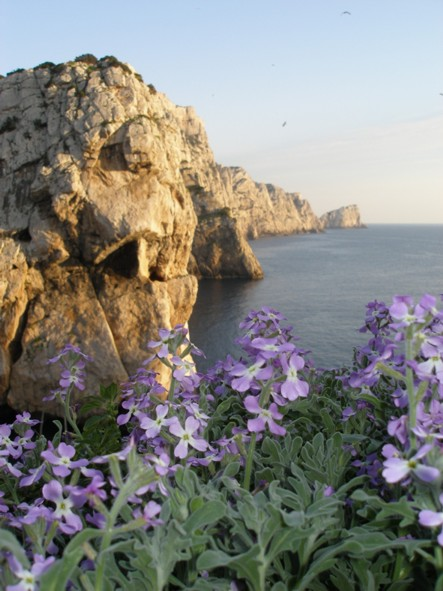
Isla Piana (Alguer)
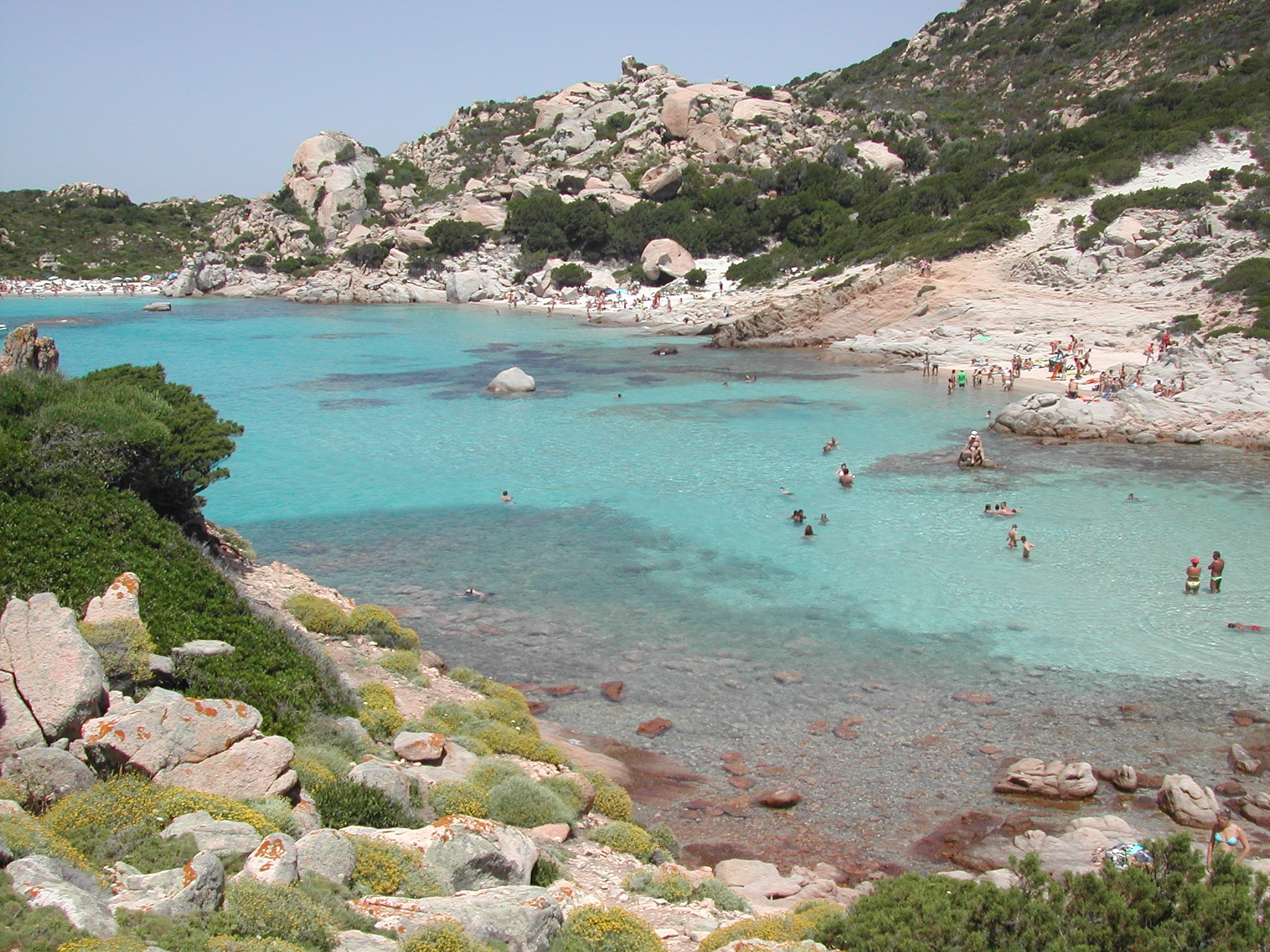
Isla de Spargi (La Maddalena)
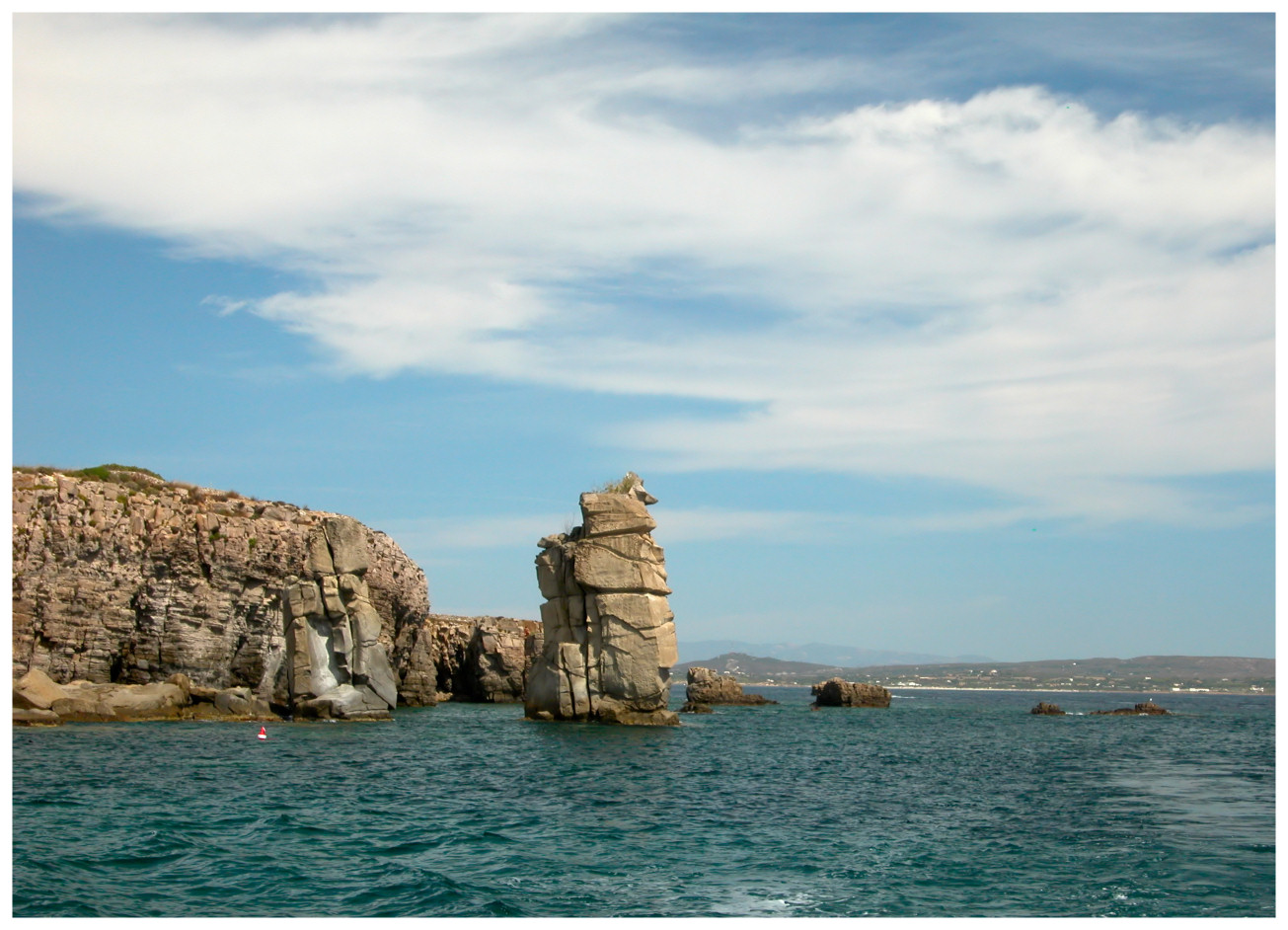
Las Columnas de Carloforte (Isla de San Pedro, Carloforte)
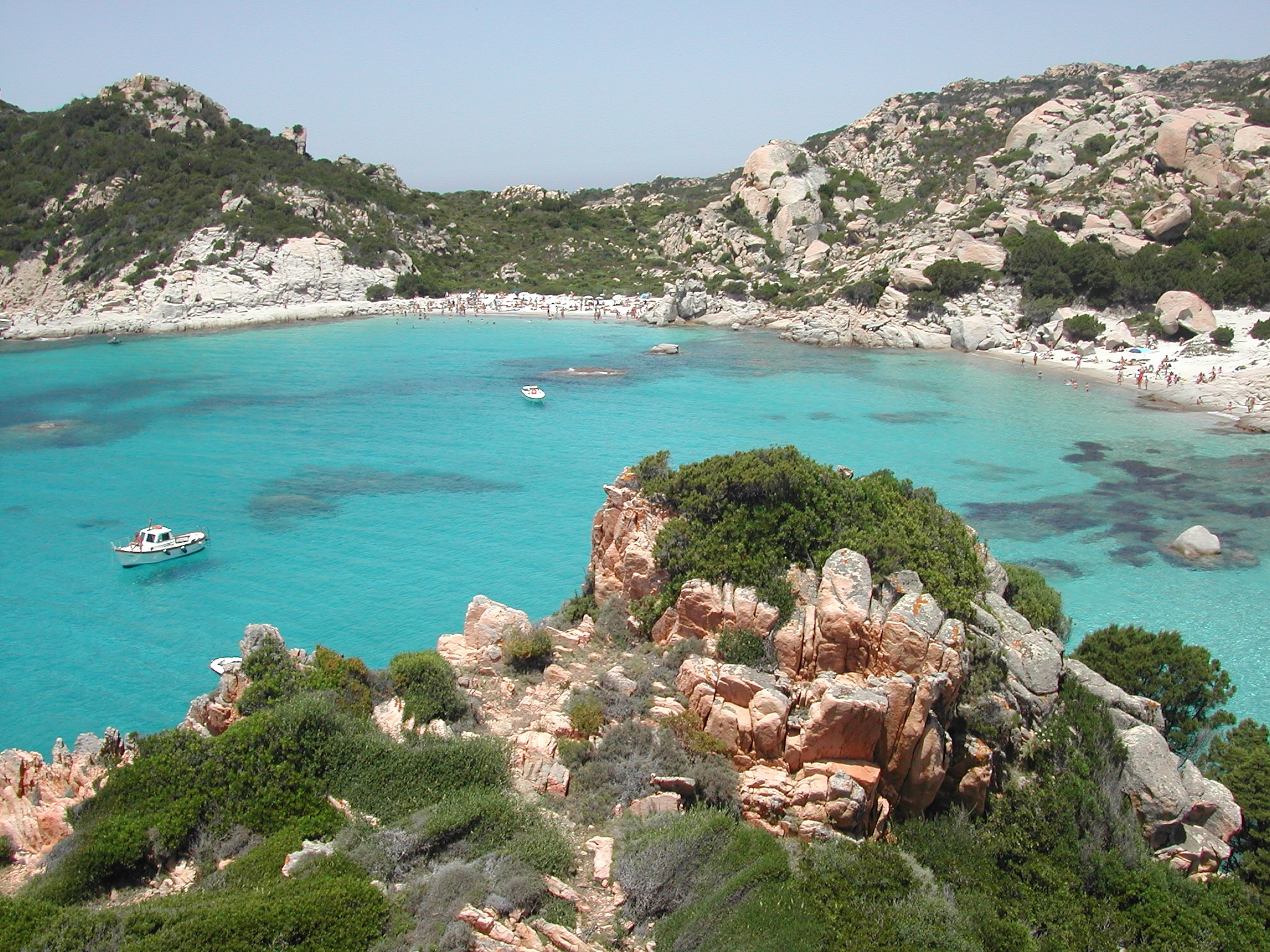
Isla de Spargi (La Maddalena)
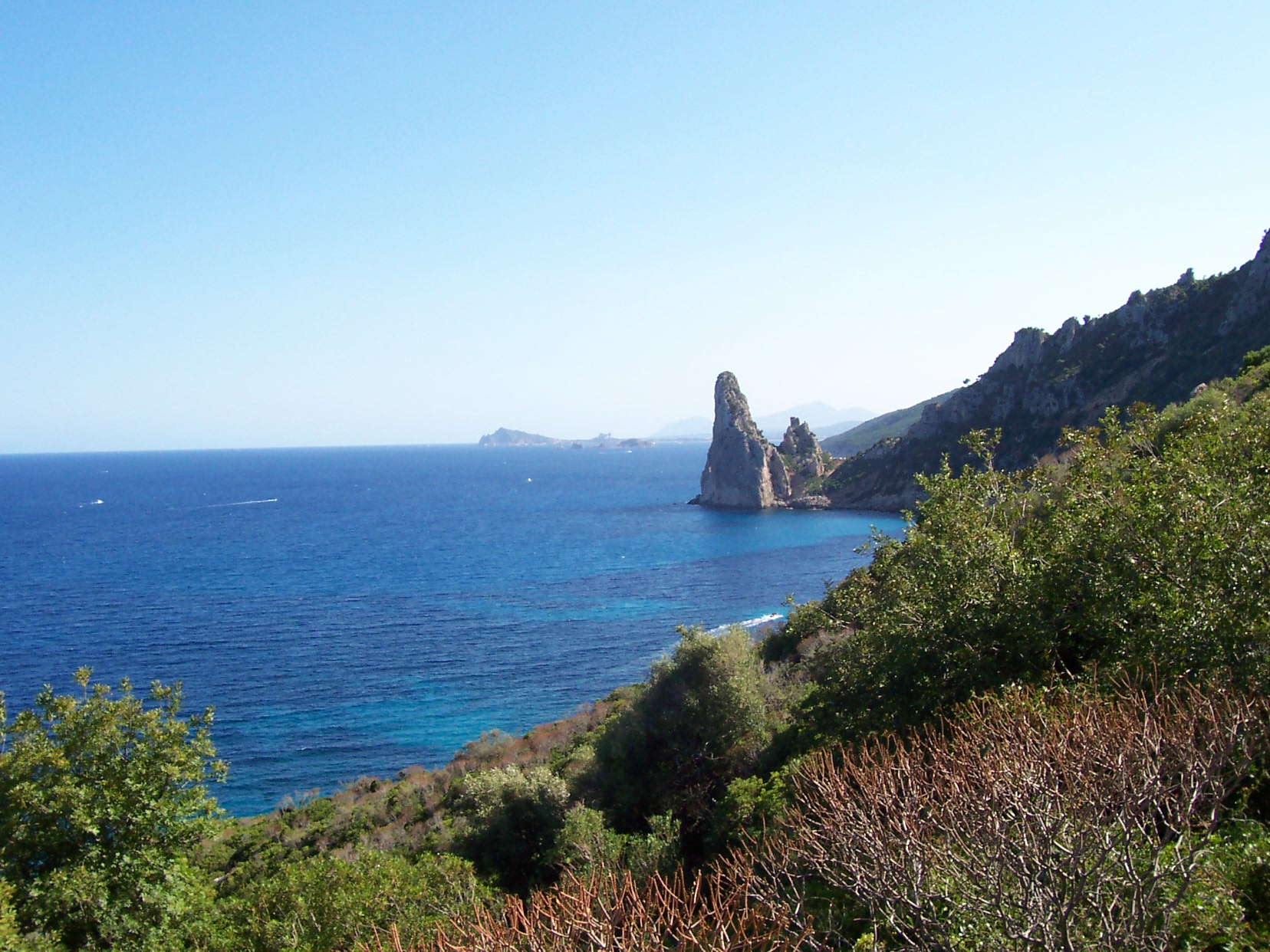
Pedra Longa (Baunei)
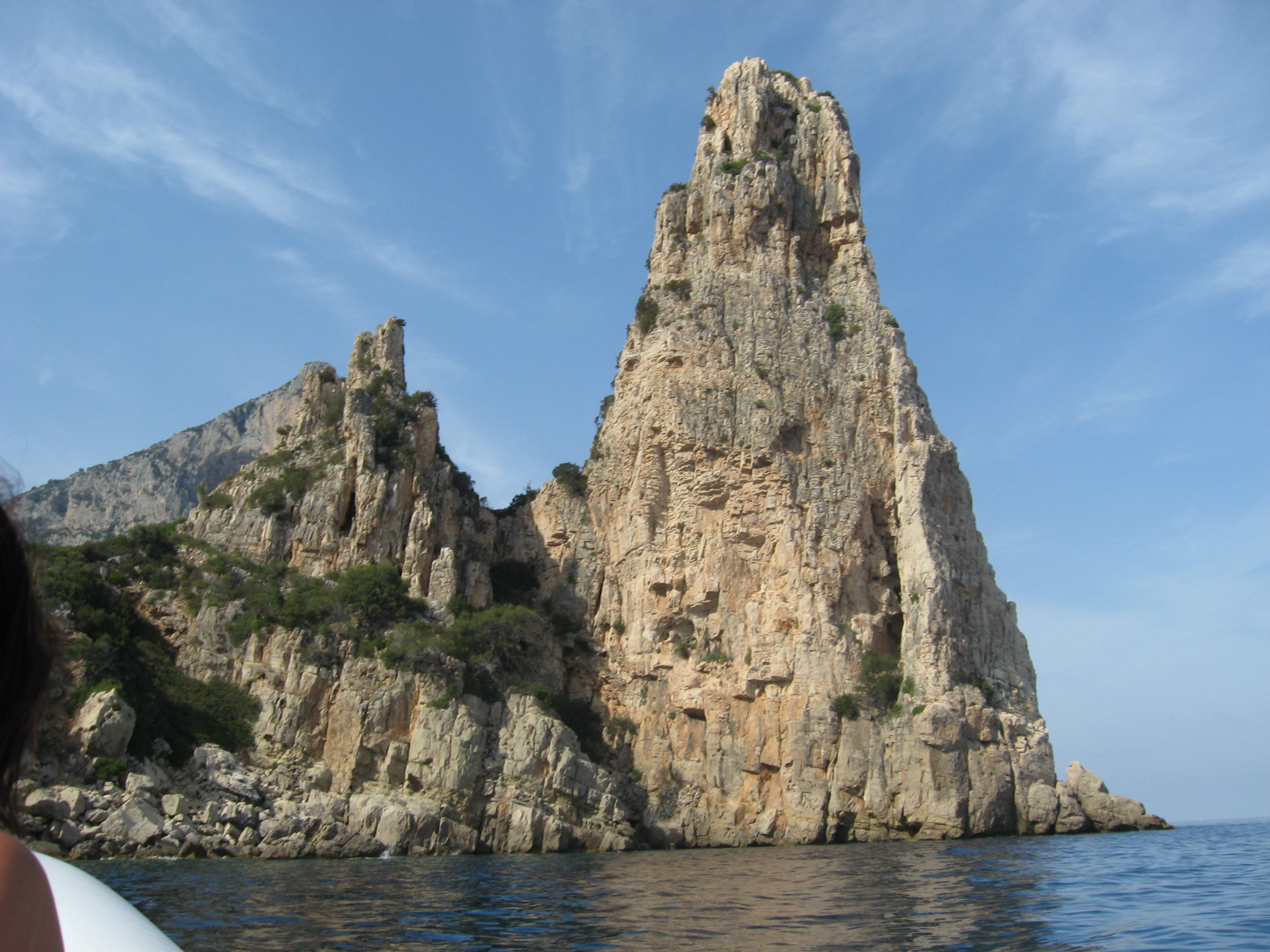
Pedra Longa (Baunei)
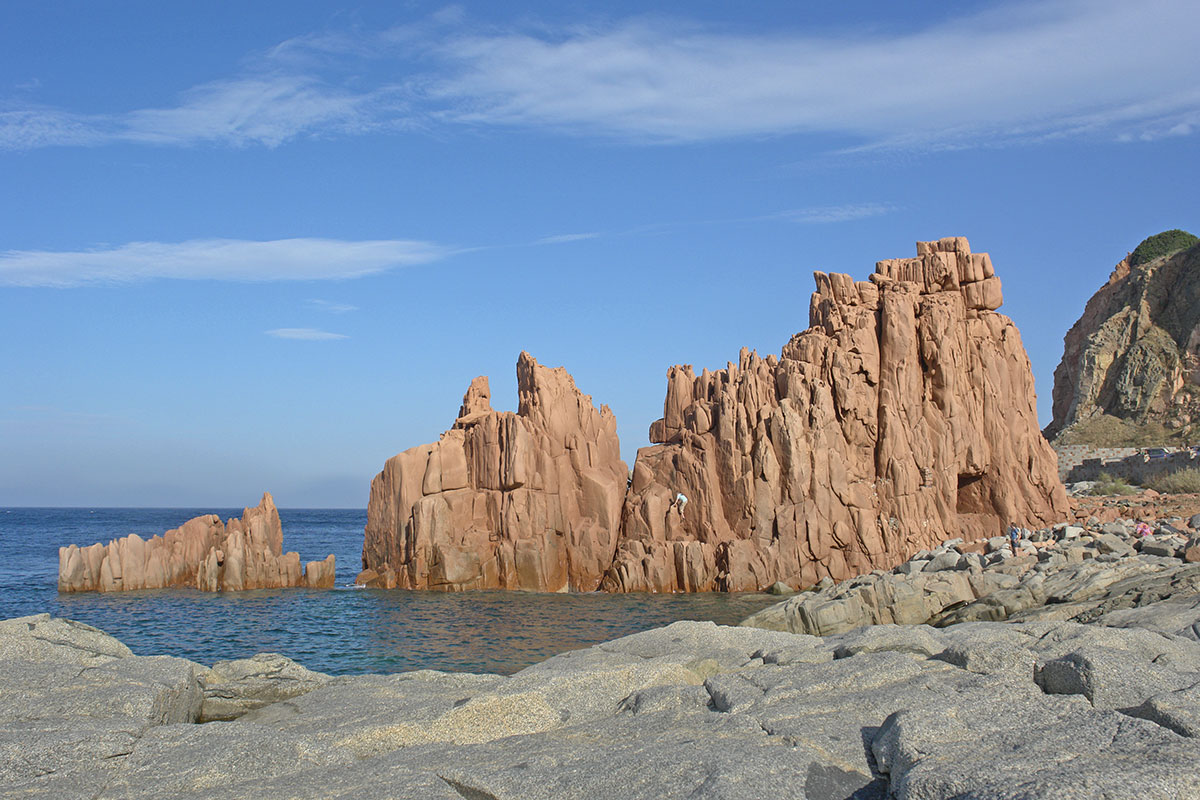
Arbatax
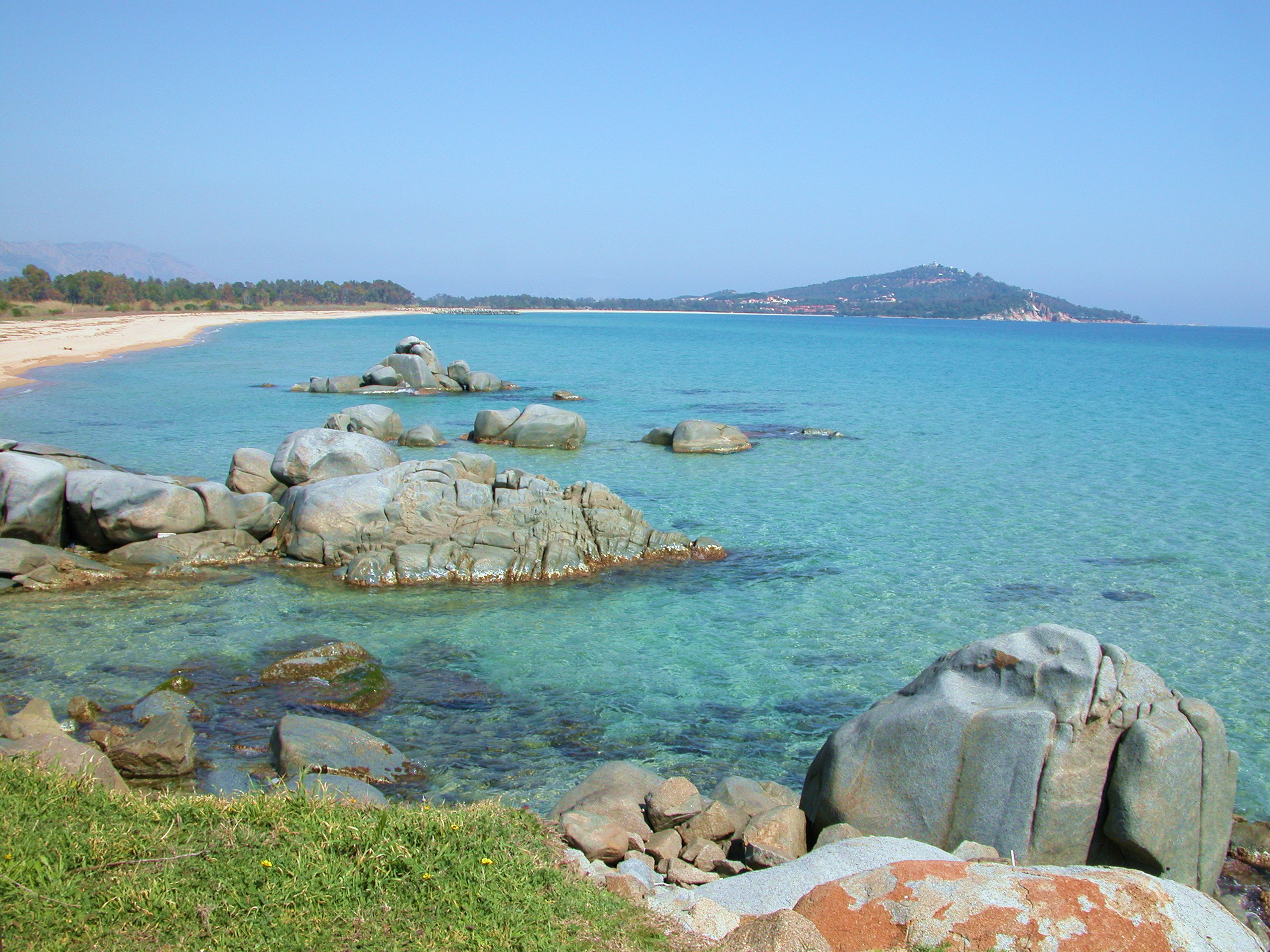
Playa de Orrì (Tortolì)
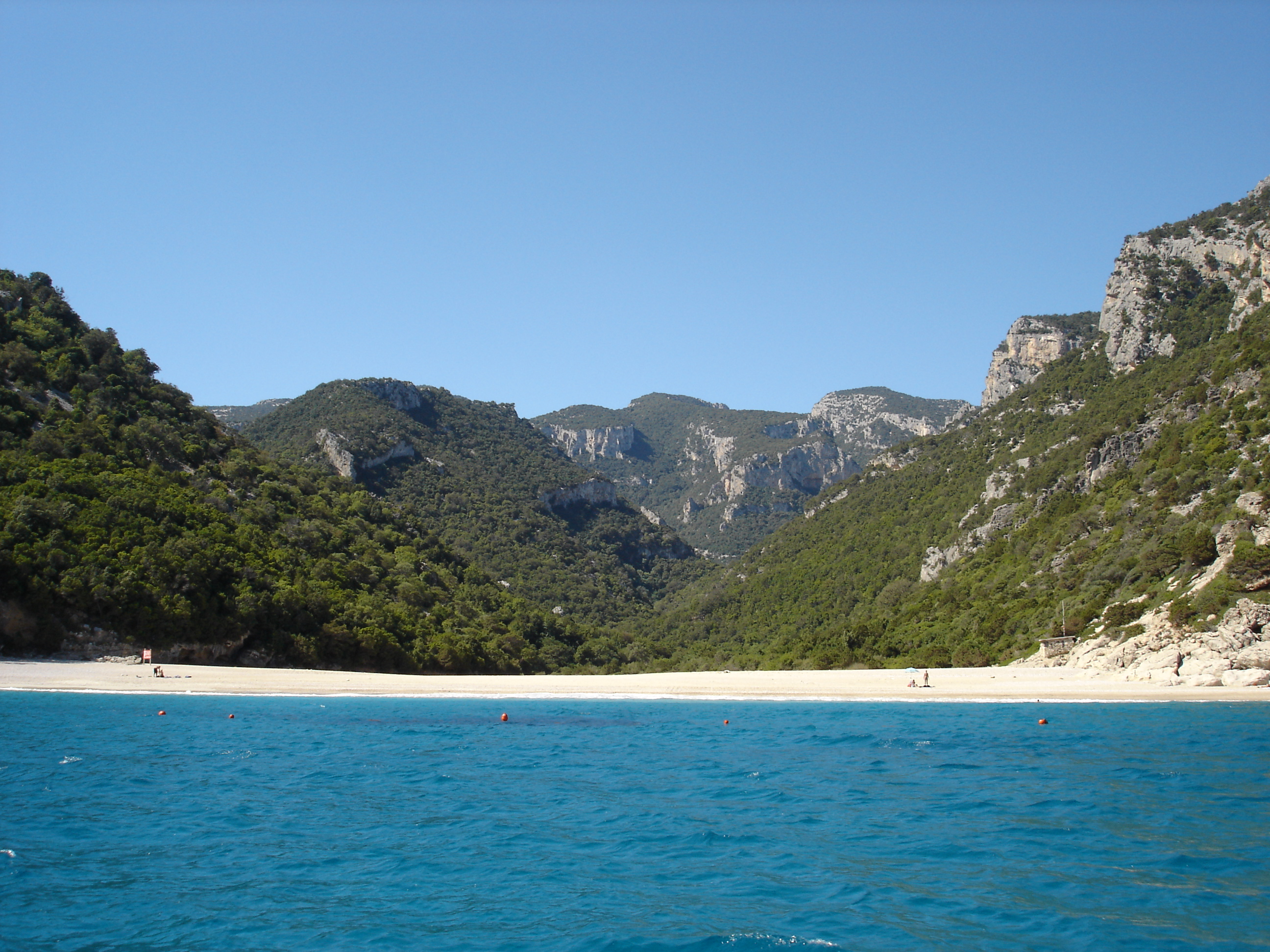
Cala Sisine (Baunei)